# Ахаја (провинција)
Ахаја (грч. Ἀχαΐα []; лат. Achaia, Achaea) у античкој Грчкој област уз северну обалу Пелопонеза. Политички уједињена била је организатор савеза грчких градова на Пелопонезу (Ахајски савез), који је играо значајну улогу у то време, ради борбе за независност Грчке, а против македонске хегемоније. После 146. п. н. е., Ахаја је назив за читаву Грчку као римску провинцију. Данас је Ахаја покрајина у северном брдском делу Пелопонеза, у јужном делу Грчке као административна област (префектура), површине 3.135 km² са главним градом Патром 169.242 становника (2001).
Главни град римске провинције Ахаја је био Коринт.